# Zimmerius chicomendesi
A Zimmerius chicomendesi a madarak (Aves) osztályának a verébalakúak (Passeriformes) rendjébe és a királygébicsfélék (Tyrannidae) családjába tartozó faj. A viszonylag új fajt, sok szervezet még nem tartja nyilván.

## Rendszerezése
A fajt Bret M. Whitney, Fabio Schunck, Marco Rêgo és Luís Fábio Silveira írták le 2013-ban.

## Előfordulása
Az Amazonas-medencében, Brazília területén honos. Természetes élőhelyei a szubtrópusi vagy trópusi síkvidéki esőerdők és cserjések. Állandó, nem vonuló faj.

## Megjelenése
Egyetlen mért példány testhossza 10 centiméter, testtömege 5,5 gramm volt.

## Természetvédelmi helyzete
Az elterjedési területe kicsi, egyedszáma felméretlen, de valószínűleg kicsi és csökken. A Természetvédelmi Világszövetség Vörös listáján mérsékelten fenyegetett fajként szerepel. Útépítés és élőhelyvesztés fenyegeti.